# Ñancay
Ñancay es una localidad y centro rural de población con junta de gobierno de 4ª categoría de los distritos Ceibas e Ibicuy del departamento Islas del Ibicuy, en la provincia de Entre Ríos, República Argentina. Se halla sobre el arroyo Ñancay, a 12 km del centro urbano del municipio de Ceibas.
La población de la localidad, es decir sin considerar el área rural, era de 93 personas en 2001 y no fue considerada localidad en el censo de 1991. La población de la jurisdicción de la junta de gobierno era de 93 habitantes en 2001, por lo que fue considerada completamente urbana.
Es una zona de producción ganadera, con accesos viales pero que quedan aislados ante las periódicas inundaciones.
La junta de gobierno fue creada por decreto 2530/1990 MGJE del 15 de junio de 1990.